# Always (斉藤和義の曲)
「Always」（オールウェイズ）は2013年9月18日にSPEEDSTAR RECORDSから発売された斉藤和義42作目のシングル。

## 解説
前作から5ヶ月振り、20周年アニバーサリー・イヤー第2弾シングル。2012年にMANNISH BOYSの「Dark is easy」を一眼レフカメラ「Pentax K-30」のCMに提供したのに続き、「Always」を「Pentax K-50」のCMに提供した。「ストリートライブ」篇として斉藤本人もCMに出演し、向井理と共演。デビュー記念日の8月25日よりオンエアされた。
初回限定盤と通常盤の2形態で発売。初回限定盤は「缶バッジ＆トートバッグ」付スペシャルパッケージで10,000セット限定生産で発売された。両曲ともMVが存在する。

## 収録曲
全曲　作詞・作曲・編曲：斉藤和義
1. Always（4：52）
2. カーラジオ（4：26）